# Douliu
Douliu is een stad in Taiwan en is de hoofdstad van het arrondissement (xiàn) Yunlin.
Douliu telt ongeveer 108.000 inwoners.